# رجاء النقاش
رجاء عبد المؤمن محمد النقاش (3 سبتمبر 1934 - 8 فبراير 2008)، ناقد أدبي وصحفي مصري.

## حياته ونشأته
ولد في منية سمنود بمركز أجا محافظة الدقهلية في 3 سبتمبر 1934 وتوفي في القاهرة في 8 فبراير 2008 تخرج في جامعة القاهرة قسم اللغة العربية عام 1956 وعمل بعدها محرراً في مجلة روز اليوسف المصرية بين عامي 1959 حتى سنة 1961 ثم محرراً أدبيا في جريدة أخبار اليوم وجريدة الأخبار في الفترة من عام 1961 حتى عام 1964، كما كان رئيساً لتحرير عدد من المجلات المعروفة منها مجلة الكواكب ومجلة الهلال كما تولى منصب رئيس تحرير ورئيس مجلس إدارة مجلة الإذاعة والتلفزيون وكذلك تولى رئاسة تحرير مجلة الشباب التي كانت تصدر عن وزارة الثقافة وقت إن كان الدكتور كمال أبو المجد وزيرا لها في السبعينيات.

## أسرته
ينتمي النقاش إلى أسرة ضمت مثقفين بارزين فكان أخوه الراحل وحيد النقاش مترجما وناقدا، وأخوه فكري النقاش مؤلفا مسرحيا، وتولت أخته الناقدة فريدة النقاش رئاسة تحرير مجلة أدب ونقد لنحو عشرين عاما، ثم أصبحت منذ نهاية 2006 رئيسة تحرير صحيفة «الأهالي» لسان حال حزب التجمع اليساري، وأمينة النقاش صحفية مصرية، وأبية عبد المؤمن النقاش شاعر مصري.

## مسيرته
بدأ النقاش ممارسة النقد الأدبي وهو طالب في السنة الأولى، وكان ينشر مقالاته آنذاك في مجلة الآداب البيروتية، ثم عمل في جريدة الأخبار المصرية وترأس تحرير مجلة الكواكب الأسبوعية ودورية الهلال الشهرية. تولى عام 1971 منصب رئيس تحرير مجلة الإذاعة والتلفزيون التي جعل منها مطبوعة ذات توجه ثقافي حيث نشر رواية «المرايا» لنجيب محفوظ مسلسلة قبل صدورها في كتاب.

### عمله بدولة قطر
في مطلع ثمانينيات القرن الماضي انتقل النقاش إلى دولة قطر للعمل مديرا لتحرير جريدة الراية، ثم ترأس تحرير مجلة الدوحة التي ذاع صيتها حتى إغلاقها عام 1986.

### عودته إلى الصحافة المصرية
عاد النقاش إلى مصر بعد ذلك ليعمل كاتبا بمجلة المصور في نهاية ثمانينيات القرن الماضي، ثم تولى رئاسة تحرير مجلة الكواكب في التسعينيات وفي السنوات الأخيرة أصبح كاتبا متفرغا بصحيفة الأهرام.

### تقديم المواهب
في هذا السياق قدم عددا من المبدعين الذين يكبره بعضهم سنا ومنهم الروائي السوداني الطيب صالح الذي أعاد النقاش اكتشاف روايته الشهيرة «موسم الهجرة إلى الشمال»، والشاعر المصري أحمد عبد المعطي حجازي الذي كتب له مقدمة ديوانه الأول «مدينة بلا قلب»، والشاعر الفلسطيني محمود درويش الذي أصدر عنه عام 1969 كتاب «محمود درويش شاعر الأرض المحتلة». بمناسبة حفل تكريم أقيم له في نقابة الصحفيين المصريين شهر يناير 2008، بعث محمود درويش برسالة إليه عبر فيها عن حبه معترفا له بالفضل. قال درويش في رسالته: عزيزي رجاء النقاش.. كنت وما زلت أخي الذي لم تلده أمي منذ جئت إلى مصر، أخذت بيدي وأدخلتني إلى قلب القاهرة الإنساني والثقافي. وتابع «وكنت من قبل قد ساعدت جناحي على الطيران التدريجي، فعرفت قراءك علي وعلى زملائي القابعين خلف الأسوار.. عمقت إحساسنا بأننا لم نعد معزولين عن محيطنا العربي».

## جوائز
- نال النقاش جائزة الدولة التقديرية بمصر عام 2000, واختارته مجلس إدارة جائزة الصحافة العربية التابع لنادي دبي للصحافة الاستاذ رجاء النقاش شخصية العام 2004 العالمية وكرم في يناير/ كانون الأول 2007 في حفل بنقابة الصحفيين بالقاهرة حيث نال درع النقابة ودرع مؤسسة «دار الهلال» ودرع حزب التجمع. وكان الراحل النقاش قد كرم في نقابة الصحفيين يوم الاثنين 13 كانون ثاني يناير 2008 حيث تحدث نقيب الصحفيين المصريين مكرم محمد أحمد عن رجاء النقاش ودعى إلي تسليمه جائزة مبارك للآداب، واصفاً إياه بأنه «علم من أعلام الصحافة والنقد والأدب، فهو أستاذ جيله الذي سطع نجمه في عالم الصحافة، والذي لا يزال على مدار أربعة عقود يثري مجال الصحافة والأدب بمقالات وكتب هامة، إضافة إلي اكتشافه عدداً من المبدعين المصريين والعرب بغير حصر قدمهم رجاء النقاش إلي عالم الإبداع»، معتبراً أنه لم يات أحد في تاريخ النقاد المصريين من بعد محمد مندور قدم هذا الكم الكبير من المقالات والأعمال النقدية مثل النقاش، ثم سلم نقيب الصحفيين درع النقابة للنقاش تقديراً لجهوده ومسيرته العامرة.[14]

- سلم رفعت السعيد رئيس حزب التجمع درع الحزب إلي النقاش، حيث أشاد بدوره «كناقد مثقف مستنير، ظل طوال مسيرته النقدية مدافعاً عن قيم الجمال والاستنارة ضد القبح والتخلف، وقال السعيد إن النقاش رجل يبدو هادئا رومانسيا لكنه» سياسي قوي وناقد مستنير يدافع عن العقل، قائلا: «النقاش» رجل والرجال ليسوا بشهادة ميلاد بل بشهادة المواقف.[15]

- تسلم النقاش درع مؤسسة «دار الهلال» من رئيس مجلس إدارتها عبد القادر شهيب، ومنحه علي أبو شادي درع المجلس الأعلي للثقافة.[16]

## وفاته
توفي رجاء النقاش يوم الجمعة الثامن من شباط - فبراير 2008 في أحد مستشفيات القاهرة بعد صراع مع مرض السرطان عن عمر يناهز 74 عاما.

## أعلام
- يقول عنه أخوه فكري النقاش: «إن موهبة رجاء النقاش النقدية تجلت أكثر ما تجلت في نقده للشعر، ثم المسرح، وقد كان من حسن حظي أن هذا الرجل هو أخي الأكبر، ولذلك فقد عرفت فن المسرح من مكتبته وأنا صبي صغير، كما بدأت أتذوق هذا الفن من خلال مقالاته هو وزملائه من كبار النقاد وأنا شاب يافع».[17]

- قالت عنه الكاتبة سلوى بكير في كلمة لها عنوانها «من جيل العظماء»: «هو من النقاد الذين يتقون الله فيما يكتبون»، وهو معنى صحيح تمامًا في وصف هذا الناقد، فهو لا يستهين بقارئه أبدا، ولا يجعل ميزانه يميل عن الحق والإتقان والجمال.[18]

## مؤلفاته
- بوصفه ناقدًا للمسرح - كتابان في النقد المسرحي والمتابعات المسرحية التي غطت مواسم المسرح المصري في الستينيات، كما احتوت مقالات في المسرح العالمي فيها آراء قيمة تقدم قاعدة معرفية مهمة لكل عشاق المسرح، وهذان الكتابان هما «في أضواء المسرح»، و«مقعد صغير أمام الستار»، وله كتاب آخر هو «نساء شكسبير» اختار فيه بعض الشخصيات النسوية من مسرح شكسبير، وتعامل معها كنماذج بشرية تستحق التوقف أمامها، وهو يتبع هذا المنهج كثيرًا في كتاباته عندما ينتقي شخصيات تاريخية ليكتب عنها، ومن كتب النقاش «ثلاثون عاما مع الشعر والشعراء» و«أبو القاسم الشابي.. شاعر الحب والثورة» و«عباقرة ومجانين» و«نساء شكسبير» و«عباس العقاد بين اليمين واليسار» و«قصة روايتين» وهو دراسة نقدية فكرية مقارنة لروايتي «ذاكرة الجسد» للجزائرية أحلام مستغانمي و"وليمة أعشاب البحر "للسوري حيدر حيدر.
- خلال فعاليات الدوحة عاصمة الثقافة العربية 2010 تم طباعة كتب رجاء النقاش، بعد أن حصلت وزارة الثقافة القطرية على حقوق الطبع من قبل الورثة.[19]

- في أزمة الثقافة المصرية 1958
- تأملات في الإنسان 1962
- أدباء ومواقف 1966
- كلمات في الفن 1966
- مقعد صغير أمام الستار 1971
- عباس العقاد بين اليمين واليسار 1973
- صفحات مجهولة في الأدب العربي المعاصر 1975
- الانعزاليون في مصر 1985
- قصة روايتين عام 1996
- الموت في قميص النوم (2009) بعد عام من وفاته
- هل تنتحر اللغة العربية (2009) بعد عام من وفاته
- ثلاث نساء من مصر (2009) بعد عام من وفاته
- محمود درويش: شاعر الأرض المحتلة 1969

## وصلات خارجية
- رجاء النقاش على موقع أرشيف الشارخ.